# Liste der Kulturdenkmale in Bad Schmiedeberg
In der Liste der Kulturdenkmale in Bad Schmiedeberg sind die Kulturdenkmale der Stadt Bad Schmiedeberg im Landkreis Wittenberg und ihrer Ortsteile aufgelistet. Grundlage ist das Denkmalverzeichnis des Landes Sachsen-Anhalt, das auf Basis des Denkmalschutzgesetzes vom 21. Oktober 1991 erstellt und seither laufend ergänzt wurde (Stand: 31. Dezember 2022).

## Kulturdenkmale nach Ortsteilen

### Bad Schmiedeberg
| Lage | Bezeichnung                      | Beschreibung                                                                                                   | Erfassungs- nummer | Ausweisungsart                              | Bild                     |
| --- | -------------------------------- | --- | ------------------ | ------------------------------------------- | ------------------------ |
| Bahnhofstraße 1 (Karte) | Villa                            | Gründerzeitvilla, um 1900                                                                                      | 094 35760          | Baudenkmal                                  | BW                       |
| Bahnhofstraße 5 (Karte) | Villa                            | Villa in Jugendstil- und Historismusformen um 1906                                                             | 094 35445          | Baudenkmal                                  | BW                       |
| Koordinaten fehlen! Hilf mit. | Einfriedung                      | Einfriedung | 094 35445 001      | Teilobjekt eines Baudenkmals                |                          |
| Bahnhofstraße 7–8 (Karte) | Wohnhaus                         | Wohnhaus Backsteinbau in spätklassizistischen Formen, um 1900                                                  | 094 35446          | Baudenkmal                                  | BW                       |
| Koordinaten fehlen! Hilf mit. | Einfriedung                      | Einfriedung | 094 35446 001      | Teilobjekt eines Baudenkmals                |                          |
| Bahnhofstraße 13 (Karte) | Bahnhof Bad Schmiedeberg         | Bahnhof Bahnhofsanlage von 1895                                                                                | 094 35437          | Baudenkmal                                  | Bahnhof Bad Schmiedeberg |
| Koordinaten fehlen! Hilf mit. | Empfangs- und Verwaltungsgebäude | Empfangs- und Verwaltungsgebäude                                                                               | 094 35437 001      | Teilobjekt eines Baudenkmals                |                          |
| Koordinaten fehlen! Hilf mit. | Gaststätte                       | Gaststätte | 094 35437 002      | Teilobjekt eines Baudenkmals                |                          |
| Koordinaten fehlen! Hilf mit. | Gepäckabfertigung                | Gepäckabfertigung                                                                                              | 094 35437 003      | Teilobjekt eines Baudenkmals                |                          |
| Koordinaten fehlen! Hilf mit. | Toilettenhaus                    | Toilettenhaus                                                                                                  | 094 35437 004      | Teilobjekt eines Baudenkmals                |                          |
| Koordinaten fehlen! Hilf mit. | Schuppen                         | Schuppen | 094 35437 005      | Teilobjekt eines Baudenkmals                |                          |
| Dommitzscher Straße 29 (Karte) | Villa „Marta“                    | Villa Klinkerbau in Formen der Gründerzeit, um 1890                                                            | 094 35441          | Baudenkmal                                  | Villa „Marta“            |
| Eilenburger Straße 2 (Karte) | Kurhaus                          | Gebäudekomplex in Formen der Neorenaissance, 1905–1908                                                         | 094 35328          | Baudenkmal                                  | Kurhaus                  |
| Eilenburger Straße 6 (Karte) | Villa „Bismarck“                 | Massivbau in spätklassizistischen Formen, um 1900                                                              | 094 35755          | Baudenkmal                                  | Villa „Bismarck“         |
| Eilenburger Straße 14 (Karte) | Villa „Wermann“                  | Villa in Formen des Historismus, um 1900                                                                       | 094 35756          | Baudenkmal                                  | BW                       |
| Eilenburger Straße 36 (Karte) | Wohn- und Geschäftshaus          | Klinkerbau mit Zierfachwerk, um 1900                                                                           | 094 35426          | Baudenkmal                                  | BW                       |
| Eilenburger Straße 38 (Karte) | Wohnhaus                         | Wohnhaus Massivbau in villenartiger Form, 1931                                                                 | 094 35427          | Baudenkmal                                  | BW                       |
| Koordinaten fehlen! Hilf mit. | Einfriedung                      | Einfriedung | 094 35427 001      | Teilobjekt eines Baudenkmals                |                          |
| Eilenburger Straße (Karte) | Kurpark                          | Park Landschaftspark mit Bundesradfahrerdenkmal                                                                | 094 35428          | Baudenkmal                                  | Kurpark                  |
| Eilenburger Straße, im Kurpark | Bundesradfahrerdenkmal           | Denkmal | 094 35428 001      | Teilobjekt eines Baudenkmals - Kleindenkmal | Bundesradfahrerdenkmal   |
| Kirchplatz 1–3, Kirchstraße 1–14, Kurt-am-Ende-Straße 1–5, Leipziger Straße 47–58, 60–70, 72, 74, 76, Markt 1–11, Neustraße 1–21, 23, 25, 27, 29, 31, 33, 35, 37, 39, 41, 43, Wittenberger Straße 71, 73, 75, 77–90, 92, 94, 96, 98, (Karte) | Altstadt                         | historischer Stadtkern der ehemaligen Ackerbürgerstadt                                                         | 094 35301          | Baudenkmal                                  | Altstadt                 |
| Kirchplatz 3 (Karte) | Bürgerhaus                       | Haus aus der Zeit der Renaissance in Ecklage, Ende des 16. Jahrhunderts                                        | 094 35431          | Baudenkmal                                  | BW                       |
| Kirchplatz (Karte) | Kirche St. Nikolai               | spätgotische Hallenkirche                                                                                      | 094 35300          | Baudenkmal                                  | Weitere Bilder           |
| Kirchstraße 1–4 (Karte) | Altstadt                         | |                    | Baudenkmal                                  | BW                       |
| Kirchstraße 2 (Karte) | Ackerbürgerhaus                  | Fachwerkbau mit gebogenen Kopfbändern, Anf. des 18. Jahrhunderts                                               | 094 35307          | Baudenkmal                                  | Ackerbürgerhaus          |
| Kirchstraße 5 (Karte) | Pfarrhaus                        | Bau aus der Zeit der Renaissance mit Sitznischenportal, 1563                                                   | 094 35308          | Baudenkmal                                  | Pfarrhaus                |
| Kirchstraße 7 (Karte) | Ackerbürgerhaus                  | Bau aus der Zeit der Renaissance, barock überformt, Ende des 16. Jahrhunderts                                  | 094 35311          | Baudenkmal                                  | BW                       |
| Kurt-am-Ende-Straße 1–5 (Karte) | Altstadt                         | |                    | Baudenkmal                                  | BW                       |
| Kurt-am-Ende-Straße 7 (Karte) | Postamt                          | Backsteinbau von 1897                                                                                          | 094 35761          | Baudenkmal                                  | BW                       |
| Kurt-am-Ende-Straße 8 (Karte) | Sanatorium „Kaiserbad“           | Gebäudekomplex in Formen der Neorenaissance und des Spätklassizismus mit parkartigem Garten, 1896              | 094 35443          | Baudenkmal                                  | BW                       |
| Leipziger Straße 7 (Karte) | Wohnhaus                         | Bau in Formen des Barock mit Portal, Anf. des 18. Jahrhunderts                                                 | 094 35429          | Baudenkmal                                  | Wohnhaus                 |
| Leipziger Straße 47–58, 60–70, 72, 74, 76 (Karte) | Altstadt                         | |                    | Denkmalbereich                              | BW                       |
| Leipziger Straße 53 (Karte) | Bürgerhaus                       | Bau in Formen der Renaissance, spätklassizistisch überformt, Ende des 16. Jahrhunderts                         | 094 35303          | Baudenkmal                                  | Bürgerhaus               |
| Leipziger Straße 55 (Karte) | Bürgerhaus                       | Bau aus der Zeit der Renaissance, um 1600                                                                      | 094 35322          | Baudenkmal                                  | Bürgerhaus               |
| Leipziger Straße 60 (Karte) | Bürgerhaus                       | Bau aus der Zeit des Barock, 1782                                                                              | 094 35318          | Baudenkmal                                  | Bürgerhaus               |
| Leipziger Straße 61 (Karte) | Wohn- und Geschäftshaus          | Bau in spätklassizistischen Formen, um 1890/1900                                                               | 094 35762          | Baudenkmal                                  | BW                       |
| Leipziger Straße 64 (Karte) | Bürgerhaus                       | Massivbau in spätbarocken Formen, um 1780                                                                      | 094 35324          | Baudenkmal                                  | Bürgerhaus               |
| Leipziger Straße 68 (Karte) | Ackerbürgerhof                   | Bau in Formen des Barock, Ende des 18. Jahrhunderts, im Kern vermutlich älter                                  | 094 35323          | Baudenkmal                                  | BW                       |
| Leipziger Straße 70 (Karte) | Ackerbürgerhaus                  | Fachwerkbau aus der Zeit um 1700                                                                               | 094 35321          | Baudenkmal                                  | Ackerbürgerhaus          |
| Leipziger Straße 76 (Karte) | Wohn- und Geschäftshaus          | Backsteinbau mit spätklassizistischer Fassade, um 1900                                                         | 094 35310          | Baudenkmal                                  | BW                       |
| Leipziger / Eilenburger / Dommitzscher Straße (Karte) | Distanzstein                     | Zeugnis des Verkehrs- und Vermessungswesens                                                                    | 094 35438          | Kleindenkmal                                | Distanzstein             |
| Luisenstraße 1 (Karte) | Bankgebäude                      | Massivbau aus der Zeit des Neuen Bauens, 1930/31                                                               | 094 35444          | Baudenkmal                                  | Bankgebäude              |
| Markt 1–11 (Karte) | Altstadt                         | |                    | Baudenkmal                                  | Altstadt                 |
| Markt 1 (Karte) | Bürgerhaus                       | Bau in Formen der Renaissance mit Resten eines Sitznischenportals, barock überformt, Ende des 16. Jahrhunderts | 094 35305          | Baudenkmal                                  | Bürgerhaus               |
| Markt 8 (Karte) | Bürgerhaus                       | Renaissancebau mit Satteldach und Rundbogenportal, Anf. des 17. Jahrhunderts                                   | 094 35306          | Baudenkmal                                  | Bürgerhaus               |
| Markt 9 (Karte) | Wohn- und Geschäftshaus          | Bau in Formen des Barock mit zweigeschossigem Laubengang auf der Hofseite, im Kern 16. Jahrhundert             | 094 35312          | Baudenkmal                                  | Wohn- und Geschäftshaus  |
| Markt 10 (Karte) | Rathaus                          | Renaissancebau, 1570                                                                                           | 094 35316          | Baudenkmal                                  | Weitere Bilder           |
| Markt 11 (Karte) | Wache                            | ehemalige Stadtwache aus der Zeit des Spätbarock, 1784/85                                                      | 094 35315          | Baudenkmal                                  | Wache                    |
| Markt (Karte) | Kriegerdenkmal                   | 1883 errichteter Brunnen aus Sandstein für die Gefallenen der Kriege, 1864, 1866, 1870/71                      | 094 35320          | Kleindenkmal                                | Kriegerdenkmal           |
| Moschwiger Straße 1 (Karte) | Villa „Kurhotel Steinert“        | Villa Jugendstilvilla, 1904                                                                                    | 094 35757          | Baudenkmal                                  | BW                       |
| Koordinaten fehlen! Hilf mit. | Einfriedung                      | Einfriedung | 094 35757 001      | Teilobjekt eines Baudenkmals                |                          |
| Moschwiger Straße 2 (Karte) | Sanatorium                       | Backsteinbau in spätklassizistischen Formen, 1895                                                              | 094 35758          | Baudenkmal                                  | Sanatorium               |
| Moschwiger Straße 4 (Karte) | Villa „Frieda“                   | Backsteinbau, 1895 als Kurpension eröffnet                                                                     | 094 35759          | Baudenkmal                                  | BW                       |
| Neumarkt 1–20, Neumarktstraße 1–10, Torgauer Straße 1–9, 11, 13, 15, 17, 19, 21, 23, 25, Wittenberger Straße 91, 93, 95, 97, 99, 101–140, 142, 144, 146, 148 (Karte)                                                                         | Vorstadt                         | als Vorstadt Neumarkt 1513 gegründet                                                                           | 094 35767          | Denkmalbereich                              | BW                       |
| Neumarkt 2 (Karte) | Wohnhaus                         | verputzter barocker Fachwerkbau, Anf. des 18. Jahrhunderts                                                     |                    | Baudenkmal                                  | BW                       |
| Neumarkt 17 (Karte) | Wohnhaus                         | verputzter Fachwerkbau, 17./Anfang 18. Jahrhundert                                                             | 094 35448          | Baudenkmal                                  | BW                       |
| Neumarktstraße 1-10 (Karte) | Vorstadt                         | |                    | Baudenkmal                                  | BW                       |
| Neustraße 1–21, 23, 25, 27, 29, 31, 33, 35, 37, 39, 41, 43, (Karte) | Altstadt                         | |                    | Baudenkmal                                  | BW                       |
| Rosengasse 5 (Karte) | Wohnhaus                         | Betonhohlblockbau im Formen des Historismus, um 1900                                                           | 094 35450          | Baudenkmal                                  | BW                       |
| Schmiedeberger Weinberge (Karte) | Wasserturm                       | Betonhohlblockbau in Formen des Jugendstil, 1908                                                               | 094 35425          | Baudenkmal                                  | Wasserturm               |
| Schöne Aussicht (Karte) | Kaiser Wilhelm Turm              | Aussichtsturm in späthistoristischen Formen, 1910                                                              | 094 35422          | Baudenkmal                                  | Weitere Bilder           |
| Weinbergstraße 33, Schöne Aussicht (Karte) | Gasthaus                         | Gasthaus | 094 35422 001      | Teilobjekt eines Baudenkmals                | BW                       |
| Stadtwald – Vorderheide (Karte) | Grab                             | Grabstein für Margarete Christine von Glasenapp                                                                |                    | Baudenkmal                                  | Weitere Bilder           |
| Stadtwald Vorderheide (Karte) | Grab                             | sogenanntes Zigeunergrab                                                                                       |                    | Baudenkmal                                  | Grab                     |
| Torgauer Straße 1–9, 11, 13, 15, 17, 19, 21, 23, 25 | Vorstadt                         | |                    | Baudenkmal                                  |                          |
| Torgauer Straße/Ecke Pretzscher Straße (Karte) | Distanzstein                     | Wegweiser mit Entfernungsangaben nach Dommitzsch, Patzschwig, Pretzsch, Splau und Torgau um 1875               | 094 35447          | Kleindenkmal                                | Weitere Bilder           |
| Weinbergstraße 28 (Karte) | Bauernhaus                       | erhaltenes ländliches Wohnhaus, Anfang des 20. Jahrhunderts                                                    | 094 35424          | Baudenkmal                                  | BW                       |
| Weinbergstraße (Karte) | Distanzstein                     | Wegepunkt an Straßenkreuzung, um 1875                                                                          | 094 35423          | Kleindenkmal                                | Distanzstein             |
| Wittenberger Straße 71, 73, 75, 77–90, 92, 94, 96, 98, (Karte) | Altstadt                         | |                    | Baudenkmal                                  | Altstadt                 |
| Wittenberger Straße 73 (Karte) | Ackerbürgerhaus                  | verputzter Bau aus der Zeit der Renaissance mit Sitznischenportal, 1599                                        | 094 35309          | Baudenkmal                                  | Ackerbürgerhaus          |
| Wittenberger Straße 80 (Karte) | Wohn- und Geschäftshaus          | Backsteinbau mit spätklassizistischer Fassadengestaltung, um 1900                                              | 094 35314          | Baudenkmal                                  | BW                       |
| Wittenberger Straße 81 (Karte) | Ackerbürgerhaus                  | Bau aus der Zeit der Renaissance, Ende des 16. Jahrhunderts, 1773 und 1890 umgebaut                            | 094 35302          | Baudenkmal                                  | BW                       |
| Wittenberger Straße 86 (Karte) | Ackerbürgerhaus                  | Traufenhaus mit original erhaltenem Dachstuhl, barock überformt,                                               | 094 35304          | Baudenkmal                                  | BW                       |
| Wittenberger Straße 88 (Karte) | Bürgerhaus                       | Bau in Formen der Renaissance mir Portal aus dem Jahr 1619                                                     | 094 35313          | Baudenkmal                                  | Bürgerhaus               |
| Wittenberger Straße 91, 93, 95, 97, 99, 101–140, 142, 144, 146, 148 (Karte) | Vorstadt                         | |                    | Baudenkmal                                  | BW                       |
| Wittenberger Straße 91 (Karte) | Wohn- und Geschäftshaus          | Klinkerbau aus der Zeit um 1905, Inschrifttafel mit hebräischen Schriftzeichen und Jahreszahl 1556             | 094 35432          | Baudenkmal                                  | BW                       |
| Wittenberger Straße 95 (Karte) | Wohnhaus                         | Massivbau mit spätklassizistischer Fassadengestaltung, um 1870                                                 | 094 35433          | Baudenkmal                                  | BW                       |
| Wittenberger Straße 100 (Karte) | Stadttor (Au-Tor)                | erhaltenes Zeugnis der mittelalterliche Stadtbefestigung, 1490                                                 | 094 35317          | Baudenkmal                                  | Weitere Bilder           |
| Wittenberger Straße 103 (Karte) | Wohn- und Geschäftshaus          | Eckbau mit spätklassizistischer Fassadengestaltung, um 1900                                                    | 094 35763          | Baudenkmal                                  | BW                       |
| Wittenberger Straße 104 (Karte) | Wohn- und Geschäftshaus          | straßenbildprägender Eckbau mit Klinkerfassade, um 1900                                                        | 094 35435          | Baudenkmal                                  | BW                       |
| Wittenberger Straße 106 (Karte) | Gasthaus „Am Autor“              | Massivbau in Formen des Klassizismus, Mitte des 19. Jahrhunderts                                               | 094 35434          | Baudenkmal                                  | BW                       |
| Wittenberger Straße 146, 148 (Karte) | Mühle                            | Mühle ehemalige Wassermühle, 1894 nach Brand des Vorgängerbaus neu errichtet                                   | 094 35325          | Baudenkmal                                  | BW                       |
| Wittenberger Straße 146, 148 | Mühle                            | Mühle | 094 35325 001      | Teilobjekt eines Baudenkmals                |                          |
| Koordinaten fehlen! Hilf mit. | Wohnhaus                         | Wohnhaus | 094 35325 002      | Teilobjekt eines Baudenkmals                |                          |
| Koordinaten fehlen! Hilf mit. | Mühlgraben                       | Mühlgraben | 094 35325 003      | Teilobjekt eines Baudenkmals                |                          |
| Wittenberger/Ecke Reinharzer Straße (Karte) | Friedhofskapelle                 | barocke Bauform mit Mansardwalmdach und Dachreiter, 1721                                                       |                    | Baudenkmal                                  | Weitere Bilder           |
| Wittenberger/Ecke Reinharzer Straße, vor der Friedhofskapelle (Karte) | Distanzstein                     | Weg- und Entfernungsanzeiger, um 1875                                                                          | 094 35436          | Kleindenkmal                                | Distanzstein             |

### Bösewig
| Lage                                     | Bezeichnung            | Beschreibung                                               | Erfassungs- nummer | Ausweisungsart                 | Bild               |
| ---------------------------------------- | ---------------------- | ---------------------------------------------------------- | ------------------ | ------------------------------ | ------------------ |
| Dorfstraße 19 (Karte)                    | Gutshof Rettel         | Gutshof repräsentative Hofanlage mit Taubenhaus            | 094 35772          | Baudenkmal                     | Weitere Bilder     |
| Dorfstraße 19 (Karte)                    | Bauernhaus             | Bauernhaus                                                 | 094 35772 001      | Teilobjekt eines Baudenkmals   | Bauernhaus         |
| Dorfstraße 19 (Karte)                    | Wirtschaftsgebäude     | Wirtschaftsgebäude                                         | 094 35772 002      | Teilobjekt eines Baudenkmals   | Wirtschaftsgebäude |
| Dorfstraße 19 (Karte)                    | Wirtschaftsgebäude     | Wirtschaftsgebäude                                         | 094 35772 003      | Teilobjekt eines Baudenkmals   | Wirtschaftsgebäude |
| Dorfstraße 19 (Karte)                    | Taubenhaus             | Taubenhaus                                                 | 094 35772 004      | Teilobjekt eines Baudenkmals   | Taubenhaus         |
| Dorfstraße 19 (Karte)                    | Einfriedung            | Einfriedung                                                | 094 35772 005      | Teilobjekt eines Baudenkmals   | Einfriedung        |
| Dorfstraße 38, 39, 41 (Karte)            | Gutshof                | Gutshof Vierseithof mit Gutshaus von 1843 sowie Taubenhaus | 094 35775          | Baudenkmal                     | Weitere Bilder     |
| Dorfstraße 38, 39, 41 (Karte)            | Bauernhaus             | Bauernhaus                                                 | 094 35775 001      | Teilobjekt eines Baudenkmals   | Bauernhaus         |
| Dorfstraße 38, 39, 41 (Karte)            | Taubenhaus             | Taubenhaus                                                 | 094 35775 002      | Teilobjekt eines Baudenkmals   | Taubenhaus         |
| Dorfstraße 38, 39, 41 (Karte)            | Stall                  | Stall                                                      | 094 35775 003      | Teilobjekt eines Baudenkmals   | Stall              |
| Dorfstraße 43 (Karte)                    | Bauernhof              | Bauernhof Hofanlage in Formen der Gründerzeit, um 1890     | 094 35776          | Baudenkmal                     | Bauernhof          |
| Dorfstraße 43 (Karte)                    | Bauernhaus             | Bauernhaus                                                 | 094 35776 001      | Teilobjekt eines Baudenkmals   | Bauernhaus         |
| Dorfstraße 43 (Karte)                    | Stall                  | Stall                                                      | 094 35776 002      | Teilobjekt eines Baudenkmals   | Stall              |
| Dorfstraße 43 (Karte)                    | Einfriedung            | Einfriedung                                                | 094 35776 003      | Teilobjekt eines Baudenkmals   | Einfriedung        |
| Dorfstraße, vor Nr. 34 (Karte)           | Distanzstein           | Distanzstein                                               | 094 35771          | Kleindenkmal                   | Distanzstein       |
| Dorfstraße (Karte)                       | Kirchhof               | Kirchhof Friedhof mit spätbarocker Kirche                  | 094 35773          | Baudenkmal                     | Weitere Bilder     |
| Dorfstraße, Friedhof (Karte)             | Kirche                 | Kirche                                                     | 094 35773 001      | Teilobjekt eines Baudenkmals   | Kirche             |
| Dorfstraße, Friedhof (Karte)             | Kriegerdenkmal Bösewig | Kriegerdenkmal                                             | 094 35773 002      | Teilobjekt eines Baudenkmals   | Weitere Bilder     |
| Dorfstraße, Friedhof (Karte)             | Mausoleum              | Mausoleum                                                  | 094 35773 003      | Teilobjekt eines Baudenkmals   | Mausoleum          |
| Dorfstraße, Friedhof                     | Grabmal                | Grabmal                                                    | 094 35773 004      | Teilobjekt eines Baudenkmals   |                    |
| Deich (Karte)                            | Elbdeich               | Zeugnis der Eindeichung der Elbe                           | 094 36035          | Baudenkmal                     | Elbdeich           |
| am Elbdeich                              | Deichwärterhaus        | Backsteinbau als Teil des Hochwasserschutzsystems, um 1850 | 094 36184          | Baudenkmal                     | Deichwärterhaus    |
| auf dem Deich, hinter der Kirche (Karte) | Grenzstein             | Grenzstein Besitzmarkierung von 1834                       | 094 35774          | Kleindenkmal                   | Grenzstein         |
| auf dem Deich, hinter der Kirche         | Hochwassermarke        | Hochwassermarke                                            | 094 35774 001      | Teilobjekt eines Kleindenkmals |                    |

### Großkorgau
| Lage                  | Bezeichnung | Beschreibung                                                       | Erfassungs- nummer | Ausweisungsart | Bild |
| --------------------- | ----------- | ------------------------------------------------------------------ | ------------------ | -------------- | ---- |
| Dorfstraße 3 (Karte)  | Scheune     | Lehmfachwerkscheune, Ende des 18. Jahrhunderts                     | 094 35465          | Baudenkmal     | BW   |
| Dorfstraße 13 (Karte) | Armenhaus   | Zeugnis der Sozialgeschichte des Ortes, Mitte des 19. Jahrhunderts | 094 35462          | Baudenkmal     | BW   |
| Dorfstraße 15 (Karte) | Schmiede    | ehemalige Dorfschmiede, Anfang des 20. Jahrhunderts                | 094 35463          | Baudenkmal     | BW   |
| Dorfstraße 22 (Karte) | Altenteil   | Auszugshaus als Zeugnis der Sozialgeschichte des Ortes             | 094 35464          | Baudenkmal     | BW   |

### Großwig
| Lage                          | Bezeichnung        | Beschreibung                                 | Erfassungs- nummer | Ausweisungsart               | Bild |
| ----------------------------- | ------------------ | -------------------------------------------- | ------------------ | ---------------------------- | ---- |
| Schulstraße 3 (Karte)         | Schule             | Schule Massivbau in barocken Formen, um 1920 | 094 35457          | Baudenkmal                   | BW   |
| Schulstraße 4 (Karte)         | Mühlenhof          | Mühle Hofanlage mit funktionstüchtiger Mühle | 094 35456          | Baudenkmal                   | BW   |
| Schulstraße 4                 | Mühle              | Mühle                                        | 094 35456 001      | Teilobjekt eines Baudenkmals |      |
| Schulstraße 4                 | Wohnhaus           | Wohnhaus                                     | 094 35456 002      | Teilobjekt eines Baudenkmals |      |
| Koordinaten fehlen! Hilf mit. | Wirtschaftsgebäude | Wirtschaftsgebäude                           | 094 35456 003      | Teilobjekt eines Baudenkmals |      |

### Kleinzerbst
| Lage                         | Bezeichnung | Beschreibung                                              | Erfassungs- nummer | Ausweisungsart               | Bild |
| ---------------------------- | ----------- | --------------------------------------------------------- | ------------------ | ---------------------------- | ---- |
| Dorfstraße 13 (Karte)        | Taubenhaus  | Taubenhaus Backsteinbau in barocken Formen, um 1920       | 094 35751          | Baudenkmal                   | BW   |
| Dorfstraße 14 (Karte)        | Bauernhof   | Bauernhof Bauernhaus in spätklassizistischen Formen, 1878 | 094 35752          | Baudenkmal                   | BW   |
| Dorfstraße 14                | Bauernhaus  | Bauernhaus                                                | 094 35752 001      | Teilobjekt eines Baudenkmals |      |
| Dorfstraße 14                | Taubenhaus  | Taubenhaus                                                | 094 35752 002      | Teilobjekt eines Baudenkmals |      |
| Eisenbahnüberquerung (Karte) | Brücke      | Brücke Straßenbrücke mit drei Bögen, um 1890              | 094 36185          | Baudenkmal                   | BW   |
| Elbdeich (Karte)             | Deich       | Deich Zeugnis der Eindeichung der Elbe                    | 094 35654          | Baudenkmal                   | BW   |
| Landwehr                     |             | hochmittelalterliche Wehranlage                           | 094 36232          | Baudenkmal                   |      |

### Körbin
| Lage                                      | Bezeichnung  | Beschreibung                                                           | Erfassungs- nummer | Ausweisungsart | Bild |
| ----------------------------------------- | ------------ | ---------------------------------------------------------------------- | ------------------ | -------------- | ---- |
| Eingang zum ehemaligen Pretzscher Vorwerk | Distanzstein | Wegepunkt als Zeugnis des historischen Verkehrs- und Vermessungswesens |                    | Baudenkmal     |      |

### Merkwitz
| Lage                          | Bezeichnung        | Beschreibung                                                                 | Erfassungs- nummer | Ausweisungsart               | Bild |
| ----------------------------- | ------------------ | ---------------------------------------------------------------------------- | ------------------ | ---------------------------- | ---- |
| Dorfstraße 1 (Karte)          | Bauernhof          | Bauernhof Hofanlage mit verputztem Fachwerkhaus, Anfang des 19. Jahrhunderts | 094 35612          | Baudenkmal                   | BW   |
| Koordinaten fehlen! Hilf mit. | Bauernhaus         | Bauernhaus                                                                   | 094 35612 001      | Teilobjekt eines Baudenkmals |      |
| Koordinaten fehlen! Hilf mit. | Wirtschaftsgebäude | Wirtschaftsgebäude                                                           | 094 35612 002      | Teilobjekt eines Baudenkmals |      |
| Koordinaten fehlen! Hilf mit. | Taubenhaus         | Taubenhaus                                                                   | 094 35612 003      | Teilobjekt eines Baudenkmals |      |
| Koordinaten fehlen! Hilf mit. | Einfriedung        | Einfriedung                                                                  | 094 35612 004      | Teilobjekt eines Baudenkmals |      |
| Dorfstraße 6 (Karte)          | Bauernhaus         | Bauernhaus Klinkerbau in späthistoristischen Formen, 1912                    | 094 35615          | Baudenkmal                   | BW   |
| Koordinaten fehlen! Hilf mit. | Einfriedung        | Einfriedung                                                                  | 094 35615 001      | Teilobjekt eines Baudenkmals |      |
| Dorfstraße 28 (Karte)         | Bauernhaus         | Wohnhaus in Backsteinbauweise, um 1880                                       | 094 35614          | Baudenkmal                   | BW   |
| Dorfstraße 30 (Karte)         | Taubenhaus         | in Backsteinbauweise errichtetes Taubenhaus                                  | 094 35613          | Baudenkmal                   | BW   |
| Dorfstraße, Friedhof          | Kapelle            | Backsteinbau in historisierenden Formen, Anfang des 20. Jahrhunderts         | 094 35611          | Baudenkmal                   |      |

### Merschwitz
| Lage                  | Bezeichnung | Beschreibung                                                  | Erfassungs- nummer | Ausweisungsart | Bild |
| --------------------- | ----------- | ------------------------------------------------------------- | ------------------ | -------------- | ---- |
| Dorfstraße 16 (Karte) | Bauernhaus  | Backsteinbau von 1863                                         |                    | Baudenkmal     | BW   |
| Dorfstraße 27 (Karte) | Taubenturm  | Taubenturm in Backsteinbauweise mit Fachwerkoberteil, um 1900 |                    | Baudenkmal     | BW   |
| Deich (Karte)         | Elbdeich    | Zeugnis der Eindeichung der Elbe                              | 094 35653          | Baudenkmal     | BW   |

### Meuro
| Lage                           | Bezeichnung  | Beschreibung                                                                                | Erfassungs- nummer | Ausweisungsart | Bild   |
| ------------------------------ | ------------ | ------------------------------------------------------------------------------------------- | ------------------ | -------------- | ------ |
| Mark Baitz, an Wegekreuzung    | Wegweiser    | Wegweiser                                                                                   | 094 35469          | Kleindenkmal   |        |
| Dorfstraße 12 (Karte)          | Bauernhof    | Hofanlage mit Klinkerfassade in historisierenden Formen                                     | 094 35737          | Baudenkmal     | BW     |
| Dorfstraße 30 (Karte)          | Pfarrhaus    | in Backsteinbauweise errichtetes Pfarrhaus, um 1870                                         | 094 35735          | Baudenkmal     | BW     |
| Dorfstraße 31 (Karte)          | Schule       | ehemalige Dorfschule, Mitte des 19. Jahrhunderts                                            | 094 35736          | Baudenkmal     | BW     |
| Dorfstraße, vor Nr. 57 (Karte) | Distanzstein | Zeugnis der Verkehrs- und Vermessungsgeschichte, um 1875                                    | 094 97944          | Baudenkmal     | BW     |
| (Karte)                        | Kirche       | barocke Saalkirche, 1696 durch Umbau eines Vorgängerbaus aus dem 13. Jahrhundert entstanden | 094 35734          | Baudenkmal     | Kirche |

### Moschwig
| Lage                          | Bezeichnung | Beschreibung                                                       | Erfassungs- nummer | Ausweisungsart               | Bild  |
| ----------------------------- | ----------- | ------------------------------------------------------------------ | ------------------ | ---------------------------- | ----- |
| Dorfstraße 3 (Karte)          | Bauernhaus  | Fachwerkbau in spätbarocken Formen, 2. Hälfte des 18. Jahrhunderts | 094 35440          | Baudenkmal                   | BW    |
| Dorfstraße 5 (Karte)          | Bauernhaus  | Fachwerkbau in spätbarocken Formen, 2. Hälfte des 18. Jahrhunderts | 094 35468          | Baudenkmal                   | BW    |
| Walkmühlenweg 1 (Karte)       | Mühle       | Mühle ehemalige Wassermühle als Walkmühle                          | 094 35439          | Baudenkmal                   | Mühle |
| Koordinaten fehlen! Hilf mit. | Wohnhaus    | Wohnhaus                                                           | 094 35439 001      | Teilobjekt eines Baudenkmals |       |
| Koordinaten fehlen! Hilf mit. | Scheune     | Scheune                                                            | 094 35439 002      | Teilobjekt eines Baudenkmals |       |

### Ogkeln
| Lage               | Bezeichnung | Beschreibung                                                                         | Erfassungs- nummer | Ausweisungsart | Bild           |
| ------------------ | ----------- | ------------------------------------------------------------------------------------ | ------------------ | -------------- | -------------- |
| Dorfstraße 4       | Taubenhaus  | Taubenhaus in Backsteinbauweise, 1910                                                | 094 35739          | Baudenkmal     |                |
| Dorfstraße 7       | Taubenhaus  | Taubenhaus in Backsteinbauweise, 1910                                                | 094 35740          | Baudenkmal     |                |
| Dorfstraße 11      | Bauernhaus  | in Fachwerkbauweise errichtetes Bauernhaus, Mitte des 19. Jahrhunderts               | 094 35741          | Baudenkmal     |                |
| Dorfstraße 38      | Bauernhaus  | Wohn-Stall Haus in Fachwerkbauweise und barocken Formen, Anfang des 19. Jahrhunderts | 094 35742          | Baudenkmal     |                |
| Dorfstraße (Karte) | Kirche      | Romanische Saalkirche, um 1200, 1698 barock überformt                                | 094 35738          | Baudenkmal     | Weitere Bilder |

### Österitz
| Lage               | Bezeichnung | Beschreibung             | Erfassungs- nummer | Ausweisungsart | Bild           |
| ------------------ | ----------- | ------------------------ | ------------------ | -------------- | -------------- |
| Dorfstraße (Karte) | Kirche      | Feldsteinkirche, um 1300 | 094 35770          | Baudenkmal     | Weitere Bilder |

### Patzschwig
| Lage                                                                | Bezeichnung  | Beschreibung                                                       | Erfassungs- nummer | Ausweisungsart | Bild   |
| ------------------------------------------------------------------- | ------------ | ------------------------------------------------------------------ | ------------------ | -------------- | ------ |
| Dorfstraße 7 (Karte)                                                | Bauernhaus   | Lehmbau, Mitte des 19. Jahrhunderts, Giebel in Backsteinbauweise   | 094 35453          | Baudenkmal     | BW     |
| Dorfstraße 8 (Karte)                                                | Bauernhaus   | Wohn-Stallhaus in Fachwerkbauweise, 2. Hälfte des 18. Jahrhunderts | 094 35452          | Baudenkmal     | BW     |
| Dorfstraße 38 (Karte)                                               | Schule       | ehemalige Dorfschule, um 1900                                      | 094 35455          | Baudenkmal     | BW     |
| Dorfstraße (Karte)                                                  | Kirche       | Saalbau in neugotischen Formen, 1859/60                            | 094 35454          | Baudenkmal     | Kirche |
| zwischen Patzschwig und Sachau, hinter den Lausiger Teichen (Karte) | Distanzstein | Wegepunkt an alter Wegekreuzung, um 1875                           | 094 35524          | Baudenkmal     | BW     |

### Pretzsch (Elbe)
| Lage | Bezeichnung                      | Beschreibung | Erfassungs- nummer | Ausweisungsart                              | Bild              |
| --- | -------------------------------- | --- | ------------------ | ------------------------------------------- | ----------------- |
| Bahnanlage | Brücke                           | Gewölbebrücke, 1895                                                                                             | 094 36237          | Baudenkmal                                  |                   |
| Badegasse 1–5, Breitscheidstraße 1–15, Elbstraße 1–34, Kirchstraße 1–9, Markt 1–11, Schlossstraße 1–15, Thälmannstraße 1–6 (Karte) | Altstadt                         | historischer Stadtkern                                                                                          | 094 35978          | Denkmalbereich                              | BW                |
| Badegasse 1 (Karte) | Brauhaus                         | ehemaliges Brauhaus der Stadt, um 1800                                                                          | 094 36187          | Baudenkmal                                  | BW                |
| Bahnhofstraße 38, 38a (Karte) | Bahnhof Pretzsch                 | Bahnhof Bahnhofsanlage, 1890                                                                                    | 094 36188          | Baudenkmal                                  | Weitere Bilder    |
| Bahnhofstraße 38, 38a | Empfangs- und Verwaltungsgebäude | Empfangs- und Verwaltungsgebäude                                                                                | 094 36188 001      | Teilobjekt eines Baudenkmals                |                   |
| Bahnhofstraße 38, 38a | Gaststätte                       | Gaststätte | 094 36188 002      | Teilobjekt eines Baudenkmals                |                   |
| Bahnhofstraße 38, 38a | Wartesaal                        | Wartesaal | 094 36188 003      | Teilobjekt eines Baudenkmals                |                   |
| Bahnhofstraße 38, 38a | Toilettenhaus                    | Toilettenhaus                                                                                                   | 094 36188 004      | Teilobjekt eines Baudenkmals                |                   |
| Bahnhofstraße 38, 38a | Schrankenwärterhaus              | Schrankenwärterhaus                                                                                             | 094 36188 005      | Teilobjekt eines Baudenkmals                |                   |
| Bahnhofstraße 38, 38a | Lokschuppen                      | Lokschuppen | 094 36188 006      | Teilobjekt eines Baudenkmals                |                   |
| Breitscheidstraße 1–15 (Karte) | Altstadt                         | |                    | Baudenkmal                                  | BW                |
| Elbstraße 1–34 (Karte) | Altstadt                         | |                    | Baudenkmal                                  | BW                |
| Elbstraße 20 (Karte) | Wohnhaus                         | barocker Fachwerkbau, Fassade in Formen des Neoklassizismus                                                     |                    | Baudenkmal                                  | BW                |
| Elbstraße 32 (Karte) | Wachgebäude                      | ehemals königliche Schlosswache, Barockbau mit Mansardwalmdach, um 1720                                         | 094 36191          | Baudenkmal                                  | BW                |
| Elbstraße 34 (Karte) | Posthalterei                     | ehemalige (bis 1894) Poststation                                                                                | 094 36192          | Baudenkmal                                  | BW                |
| Gartenstraße 9–14a (Karte) | Domäne                           | ehemaliges königliches Kammergut, 1702                                                                          | 094 36193          | Baudenkmal                                  | BW                |
| Goetheallee (Karte) | Lösergarten, Kurpark             | Park, am 18. Dezember 2015 als Denkmal ausgewiesen                                                              |                    | Baudenkmal                                  | BW                |
| Goetheallee 1 (Karte) | Amtshaus                         | Amtshaus Fachwerkbau mit Mansardwalmdach, ehemaliger Verwaltungssitz des kurfürstlichen Amtes Pretzsch, um 1700 | 094 36196          | Baudenkmal                                  | Weitere Bilder    |
| Goetheallee 1 | Wirtschaftsgebäude               | Wirtschaftsgebäude                                                                                              | 094 36196 001      | Teilobjekt eines Baudenkmals                |                   |
| Goetheallee 2, 3 (Karte) | Kuranlage                        | Kuranlage, am 18. Dezember 2015 als Denkmal ausgewiesen                                                         |                    | Denkmalbereich                              | BW                |
| Goetheallee 3 (Karte) | Kursaal                          | Repräsentationsbau des Moorbades, 1927/28                                                                       | 094 36197          | Baudenkmal                                  | BW                |
| Goetheallee, vor Nr. 3 (Karte) | Brücke                           | Gewölbebrücke, um 1845                                                                                          | 094 36194          | Baudenkmal                                  | BW                |
| Goetheallee, Kurpark (Karte) | Gedenkstein                      | mittelalterliche Steinkreuze                                                                                    | 094 36195          | Kleindenkmal                                | Weitere Bilder    |
| Kirchstraße 1–9 (Karte) | Altstadt                         | |                    | Baudenkmal                                  | BW                |
| Kirchstraße 2 (Karte) | Pfarrhaus                        | Fachwerkbau als ehemaliges Pfarrhaus, 1718                                                                      | 094 36198          | Baudenkmal                                  | BW                |
| Kirchstraße 3 (Karte) | Mühle                            | Mühle Stadtmühle, Standort einer Mühle seit 1480                                                                | 094 36199          | Baudenkmal                                  | Weitere Bilder    |
| Kirchstraße 3 | Turbine                          | Turbine | 094 36199 001      | Teilobjekt eines Baudenkmals                |                   |
| Kirchstraße 3 | Mühlgraben                       | Mühlgraben | 094 36199 002      | Teilobjekt eines Baudenkmals                |                   |
| Kirchstraße (Karte) | Kirche St. Nikolaus              | Kirche spätgotische Saalkirche im Kern                                                                          | 094 36212          | Baudenkmal                                  | Weitere Bilder    |
| Markt 1–11 (Karte) | Altstadt                         | |                    | Baudenkmal                                  | BW                |
| Markt 1 (Karte) | Wohnhaus                         | Massivbau in barocken Formen, 1723                                                                              | 094 36204          | Baudenkmal                                  | Wohnhaus          |
| Markt 12 (Karte) | Forsthaus Nicolai                | Forsthaus Fachwerkbau mit Walmdach, 1673                                                                        | 094 36202          | Baudenkmal                                  | Forsthaus Nicolai |
| Markt 12 (Karte) | Wirtschaftsgebäude               | Wirtschaftsgebäude                                                                                              | 094 36202 001      | Teilobjekt eines Baudenkmals                | BW                |
| Markt (Karte) | Kriegerdenkmal                   | Sandsteinobelisk zum Gedenken an die Gefallenen der Kriege von 1866, 1870/71,                                   | 094 36200          | Baudenkmal                                  | Kriegerdenkmal    |
| Neumarkt 1–15 (Karte) | Straßenzug                       | Stadterweiterung mit ortsgeschichtlicher Bedeutung                                                              | 094 36203          | Denkmalbereich                              | BW                |
| Neumarkt 1 (Karte) | Wohnhaus                         | ältestes ursprünglich erhaltenes Gebäude der Stadterweiterung, 1718                                             |                    | Baudenkmal                                  | BW                |
| Schlossbezirk (Karte) | Schloss Pretzsch                 | Schloss Renaissanceschloss, 1571–1574                                                                           | 094 36211          | Baudenkmal                                  | Weitere Bilder    |
| Schlossbezirk | Park                             | Park | 094 36211 001      | Teilobjekt eines Baudenkmals                |                   |
| Schlossbezirk | Gartenbauwerk                    | Gartenbauwerk                                                                                                   | 094 36211 002      | Teilobjekt eines Baudenkmals                |                   |
| Schlossbezirk | Gartenbauwerk                    | Gartenbauwerk                                                                                                   | 094 36211 003      | Teilobjekt eines Baudenkmals                |                   |
| Schlossbezirk, im Park | Skulptur                         | Skulptur | 094 36211 004      | Teilobjekt eines Baudenkmals - Kleindenkmal |                   |
| Schlossbezirk | Toranlage                        | Toranlage | 094 36211 005      | Teilobjekt eines Baudenkmals                |                   |
| Schlossbezirk | Wohnhaus                         | Wohnhaus | 094 36211 006      | Teilobjekt eines Baudenkmals                |                   |
| Schlossbezirk | Wohnhaus                         | Wohnhaus | 094 36211 007      | Teilobjekt eines Baudenkmals                |                   |
| Schlossbezirk | Kurhaus                          | Kurhaus | 094 36211 008      | Teilobjekt eines Baudenkmals                |                   |
| Schlossbezirk (Karte) | Schule                           | Schule | 094 36211 009      | Teilobjekt eines Baudenkmals                | Weitere Bilder    |
| Schlossbezirk | Stall                            | Stall | 094 36211 010      | Teilobjekt eines Baudenkmals                |                   |
| Schlossstraße 1–15 (Karte) | Altstadt                         | |                    | Baudenkmal                                  | Altstadt          |
| Schmiedeberger Straße 36 (Karte)                                                                                                   | Mühle                            | Mühle Mühlenstandort seit 1480                                                                                  | 094 36221          | Baudenkmal                                  | BW                |
| Schmiedeberger Straße 36 | Sägegatter                       | Sägegatter | 094 36221 001      | Teilobjekt eines Baudenkmals                |                   |
| Schmiedeberger Straße 36 | Taubenhaus                       | Taubenhaus | 094 36221 002      | Teilobjekt eines Baudenkmals                |                   |
| Thälmannstraße 1–6 (Karte) | Altstadt                         | |                    | Baudenkmal                                  | BW                |
| Thälmannstraße 2 (Karte) | Apotheke                         | Eckgebäude in Formen des Klassizismus, um 1820                                                                  | 094 36205          | Baudenkmal                                  | BW                |
| Thälmannstraße 5 (Karte) | Ackerbürgerhof                   | Ackerbürgerhof verputzter Fachwerkbau, 18. Jahrhundert                                                          | 094 36206          | Baudenkmal                                  | BW                |
| Thälmannstraße 5 | Wirtschaftsgebäude               | Wirtschaftsgebäude                                                                                              | 094 36206 001      | Teilobjekt eines Baudenkmals                |                   |
| Torgauer Straße, vor Nr. 12 (Karte)                                                                                                | Distanzstein                     | Zeugnis der Verkehrsgeschichte als einzig erhaltenes Exemplar im Ort, um 1875                                   | 094 36207          | Baudenkmal                                  | Weitere Bilder    |
| Torgauer Straße, Friedhof (Karte)                                                                                                  | Grabmal                          | Grabmal für Hofjäger und Oberförster Donath und Frau, 1822                                                      | 094 36236          | Baudenkmal                                  | BW                |
| Torgauer Straße, Friedhof (Karte)                                                                                                  | Grabmal                          | neoklassizistische Grabanlage (Rilk), 1930                                                                      | 094 35442          | Baudenkmal                                  | BW                |
| Torgauer Straße, Friedhof (Karte)                                                                                                  | Grabmal                          | Sandsteinstele mit Giebel und Eckakroteren, um 1820/30                                                          | 094 36235          | Baudenkmal                                  | BW                |
| Torgauer Straße, Friedhof (Karte)                                                                                                  | Kapelle                          | Massivbau in klassizistischen Formen mit zwei Grabmalen am Eingang, um 1830                                     | 094 36220          | Baudenkmal                                  | BW                |
| Wiesenweg | Deichwärterhaus                  | Backsteinbau, um 1850                                                                                           | 094 36208          | Baudenkmal                                  |                   |
| Wittenberger Straße 46 (Karte) | Gasthof „Schützenhaus“           | Gasthof Fachwerkbau im Kern, um 1830                                                                            | 094 36209          | Baudenkmal                                  | BW                |
| Wittenberger Straße 46 | Saalbau                          | Saalbau | 094 36209 001      | Teilobjekt eines Baudenkmals                |                   |
| Deich (Karte) | Elbdeich                         | Zeugnis der Eindeichung der Elbe                                                                                | 094 35653          | Baudenkmal                                  | BW                |

### Priesitz
| Lage                     | Bezeichnung        | Beschreibung                                                                  | Erfassungs- nummer | Ausweisungsart               | Bild |
| ------------------------ | ------------------ | ----------------------------------------------------------------------------- | ------------------ | ---------------------------- | ---- |
| am Elbufer (Karte)       | Kirche             | Kirche                                                                        | 094 35525          | Baudenkmal                   | BW   |
| südlich neben der Kirche | Grabmal            | Grabmal                                                                       | 094 35525 001      | Teilobjekt eines Baudenkmals |      |
| Dorfstraße 7 (Karte)     | Bauernhaus         | Bauernhaus Hofanlage als Eckgebäude mit Straßenbildprägender Wirkung, um 1890 | 094 35527          | Baudenkmal                   | BW   |
| (Karte)                  | Taubenhaus         | Taubenhaus                                                                    | 094 35527 002      | Teilobjekt eines Baudenkmals | BW   |
| (Karte)                  | Altenteil          | Altenteil                                                                     | 094 35527 003      | Teilobjekt eines Baudenkmals | BW   |
| (Karte)                  | Wirtschaftsgebäude | Wirtschaftsgebäude                                                            | 094 35527 004      | Teilobjekt eines Baudenkmals | BW   |
| Dorfstraße 12 (Karte)    | Taubenhaus         | in Backsteinbauweise errichteter Taubenturm, um 1898                          | 094 35529          | Baudenkmal                   | BW   |
| Dorfstraße 14            | Taubenhaus         | in Backsteinbauweise errichteter Taubenturm, Anf. des 20. Jahrhunderts        | 094 35528          | Baudenkmal                   |      |
| Dorfstraße 26 (Karte)    | Taubenhaus         | in Backsteinbauweise errichteter Taubenturm, um 1928                          | 094 35526          | Baudenkmal                   | BW   |

### Reinharz
| Lage                                   | Bezeichnung               | Beschreibung                                                          | Erfassungs- nummer | Ausweisungsart               | Bild           |
| -------------------------------------- | ------------------------- | --------------------------------------------------------------------- | ------------------ | ---------------------------- | -------------- |
| Dorfstraße 6 (Karte)                   | Forsthaus                 | ehemalige Revierförsterei in Klinkerbauweise, 1897                    | 094 35480          | Baudenkmal                   | BW             |
| Dorfstraße 11 (Karte)                  | Gasthof „Goldener Hirsch“ | Backsteinbau in spätklassizistischen Formen, ehemaliger Dorfgasthof   | 094 35478          | Baudenkmal                   | BW             |
| Dorfstraße (Karte)                     | Dorfkirche Reinharz       | Kirche in barocken Formen, 1704                                       | 094 35479          | Baudenkmal                   | Weitere Bilder |
| Dorfstraße 52, 53, 55, 57, 58, (Karte) | Rittergut                 | Gutsanlage mit für den Ort historischer Bedeutung                     | 094 35481          | Denkmalbereich               | BW             |
| Dorfstraße (Karte)                     | Schloss                   | dreiflüglige Schlossanlage als Adelssitz für Heinrich Löser errichtet | 094 35482          | Baudenkmal                   | Weitere Bilder |
| Reinharz 87 (Karte)                    | Park                      | Park ehemaliger Schlossgarten                                         | 094 35482 002      | Teilobjekt eines Baudenkmals | Weitere Bilder |

### Sachau
| Lage                              | Bezeichnung        | Beschreibung | Erfassungs- nummer | Ausweisungsart               | Bild           |
| --------------------------------- | ------------------ | --- | ------------------ | ---------------------------- | -------------- |
| Dorfstraße 5 (Karte)              | Saalbau            | Klinkerbau, um 1890/1900                                                                                              | 094 35531          | Baudenkmal                   | BW             |
| Dorfstraße 6                      | Bauernhof          | Bauernhof in Backsteinbauweise errichteter Bauernhof mit Altenteil und Wirtschaftsgebäuden, um 1900                   | 094 35537          | Baudenkmal                   |                |
| (Karte)                           | Bauernhaus         | Bauernhaus | 094 35537 001      | Teilobjekt eines Baudenkmals | BW             |
| Koordinaten fehlen! Hilf mit.     | Altenteil          | Altenteil | 094 35537 002      | Teilobjekt eines Baudenkmals |                |
| (Karte)                           | Taubenhaus         | Taubenhaus | 094 35537 003      | Teilobjekt eines Baudenkmals | BW             |
| (Karte)                           | Wirtschaftsgebäude | Wirtschaftsgebäude | 094 35537 004      | Teilobjekt eines Baudenkmals | BW             |
| Dorfstraße 16                     | Wirtschaftsgebäude | Wirtschaftsgebäude Backstein- und Fachwerkgebäude, Mitte des 19. Jahrhunderts                                         | 094 35533          | Baudenkmal                   |                |
| Dorfstraße 17 (Karte)             | Armenhaus          | verputzter Fachwerkbau, Mitte des 19. Jahrhunderts                                                                    | 094 35536          | Baudenkmal                   | BW             |
| Dorfstraße 25 (Karte)             | Taubenhaus         | in Backsteinbauweise errichteter Taubenturm mit Verzierungen, um 1890                                                 | 094 35534          | Baudenkmal                   | BW             |
| Dorfstraße 29 (Karte)             | Bauernhof          | Bauernhof Bauernhaus mit Krüppelwalmdach, in Backsteinbauweise errichtete Hofanlage, Anfang des 20. Jahrhunderts      | 094 35535          | Baudenkmal                   | BW             |
| (Karte)                           | Bauernhaus         | Bauernhaus | 094 35535 001      | Teilobjekt eines Baudenkmals | BW             |
| (Karte)                           | Wirtschaftsgebäude | Wirtschaftsgebäude | 094 35535 002      | Teilobjekt eines Baudenkmals | BW             |
| Dorfstraße 34 (Karte)             | Bauernhaus         | Bauernhaus in Ecklage mit gegliederter Giebelfassade, erste Hälfte des 20. Jahrhunderts                               | 094 35532          | Baudenkmal                   | BW             |
| Dorfstraße (Karte)                | Kirche             | Kirche Saalkirche, im Kern aus dem 13. Oder 14. Jahrhundert, dreiseitiger Ostabschluss und halb eingezogener Westturm | 094 35530          | Baudenkmal                   | Weitere Bilder |
| Dorfstraße, an der Kirche (Karte) | Kirchhof           | Kirchhof | 094 35530 001      | Teilobjekt eines Baudenkmals | BW             |
| Dorfstraße, an der Kirche         | Opferstock         | Opferstock | 094 35530 002      | Teilobjekt eines Baudenkmals |                |

### Sackwitz
| Lage                  | Bezeichnung | Beschreibung                                                                     | Erfassungs- nummer | Ausweisungsart | Bild |
| --------------------- | ----------- | -------------------------------------------------------------------------------- | ------------------ | -------------- | ---- |
| Dorfstraße 6 (Karte)  | Taubenhaus  | in Backsteinbauweise errichtetes Taubenhaus, einziges erhaltenes im Ort, um 1900 | 094 35743          | Baudenkmal     | BW   |
| Dorfstraße 20 (Karte) | Bauernhaus  | Backsteinbau, um 1910                                                            | 094 35744          | Baudenkmal     | BW   |
| Dorfstraße 43 (Karte) | Bauernhaus  | Backsteinbau mit Jugendstiltür, um 1905                                          | 094 35746          | Baudenkmal     | BW   |

### Schnellin
| Lage                          | Bezeichnung | Beschreibung                                      | Erfassungs- nummer | Ausweisungsart | Bild |
| ----------------------------- | ----------- | ------------------------------------------------- | ------------------ | -------------- | ---- |
| Dorfstraße 18a (Karte)        | Taubenhaus  | in Backsteinbauweise errichteter Taubenturm, 1924 | 094 35610          | Baudenkmal     | BW   |
| Koordinaten fehlen! Hilf mit. | Landwehr    | mittelalterliche Wehranlage                       | 094 36230          | Baudenkmal     |      |

### Scholis
| Lage          | Bezeichnung | Beschreibung                                                                         | Erfassungs- nummer | Ausweisungsart | Bild |
| ------------- | ----------- | ------------------------------------------------------------------------------------ | ------------------ | -------------- | ---- |
| Dorfstraße 8  | Stall       | Lehm-Fachwerkbau, 1859                                                               | 094 35470          | Baudenkmal     |      |
| Dorfstraße 19 | Bauernhof   | Hofanlage mit Fachwerkscheune, Wohnhaus und Stall, erste Hälfte des 19. Jahrhunderts | 094 35471          | Baudenkmal     |      |
| Dorfstraße 21 | Schule      | ehemalige Dorfschule, 1900                                                           | 094 35472          | Baudenkmal     |      |

### Söllichau
| Lage                     | Bezeichnung | Beschreibung                                                             | Erfassungs- nummer | Ausweisungsart | Bild           |
| ------------------------ | ----------- | ------------------------------------------------------------------------ | ------------------ | -------------- | -------------- |
| Bahnhofstraße 11 (Karte) | Bahnhof     | Bahnhofsanlage, 1895                                                     | 094 50505          | Baudenkmal     | Weitere Bilder |
| Hauptstraße (Karte)      | Kirche      | mittelalterliche Saalkirche in Feldsteinbauweise aus dem 13. Jahrhundert | 094 50504          | Baudenkmal     | Weitere Bilder |
| Hauptstraße 40 (Karte)   | Schmiede    | Schmiede                                                                 | 094 36679          | Baudenkmal     | Weitere Bilder |

### Splau
| Lage                                                          | Bezeichnung  | Beschreibung                                                          | Erfassungs- nummer | Ausweisungsart               | Bild |
| ------------------------------------------------------------- | ------------ | --------------------------------------------------------------------- | ------------------ | ---------------------------- | ---- |
| Dorfstraße, gegenüber Nr. 13                                  | Grenzstein   | Gruppe von Grenzsteinen, um 1700                                      | 094 35460          | Kleindenkmal                 |      |
| Gollmer Weg 1 (Karte)                                         | Villa        | Villa Backsteinbauweise mit verklinkerter Fassadengestaltung, um 1890 | 094 36045          | Baudenkmal                   | BW   |
| Koordinaten fehlen! Hilf mit.                                 | Wohnhaus     | Wohnhaus                                                              | 094 36045 001      | Teilobjekt eines Baudenkmals |      |
| Koordinaten fehlen! Hilf mit.                                 | Garten       | Garten                                                                | 094 36045 002      | Teilobjekt eines Baudenkmals |      |
| alter Weg nach Pretzsch, Abzweig Merschwitz                   | Distanzstein | Distanzstein Zeugnis der Verkehrs- und Vermessungsgeschichte, um 1875 | 094 97943          | Kleindenkmal                 |      |
| an der Straße Pretzsch – Bad Schmiedeberg, Abzweig nach Splau | Distanzstein | Zeugnis der Verkehrs- und Vermessungsgeschichte, um 1875              | 094 35459          | Kleindenkmal                 |      |
| neben dem Bahnübergang am Ortseingang                         | Distanzstein | Zeugnis der Verkehrs- und Vermessungsgeschichte, um 1875              | 094 35461          | Kleindenkmal                 |      |

### Trebitz
| Lage                                          | Bezeichnung                   | Beschreibung | Erfassungs- nummer | Ausweisungsart               | Bild            |
| --------------------------------------------- | ----------------------------- | --- | ------------------ | ---------------------------- | --------------- |
| Bahnhofstraße 1 (Karte)                       | Pfarrhaus                     | teilweise überformter Barockbau, um 1780                                                                                  | 094 35625          | Baudenkmal                   | BW              |
| Am Schloss 6, ehemals Bahnhofstraße 6 (Karte) | Bauernhaus                    | Bauernhaus Klinkerbau mit Wirtschaftsgebäude, 1902                                                                        | 094 35617          | Baudenkmal                   | BW              |
| Am Schloss 6                                  | Wirtschaftsgebäude            | Wirtschaftsgebäude | 094 35617 001      | Teilobjekt eines Baudenkmals |                 |
| Am Schloss 7, zuvor Bahnhofstraße 7 (Karte)   | Rittergut                     | Rittergut Witwensitz sächsischer Kurfürstinnen im 15. Jahrhundert, an der Stelle eines 1004 erwähnten Burgwards errichtet | 094 35623          | Baudenkmal                   | Rittergut       |
| Am Schloss 7                                  | Gutshaus                      | Gutshaus | 094 35623 001      | Teilobjekt eines Baudenkmals |                 |
| Am Schloss 7                                  | Brennerei                     | Brennerei | 094 35623 002      | Teilobjekt eines Baudenkmals |                 |
| Am Schloss 7                                  | Wirtschaftsgebäude            | Wirtschaftsgebäude | 094 35623 003      | Teilobjekt eines Baudenkmals |                 |
| Am Schloss 36 (Karte)                         | Bahnhof Trebitz               | Bahnhof erhaltene Bahnhofsanlage, um 1890                                                                                 | 094 35621          | Baudenkmal                   | Bahnhof Trebitz |
| Am Schloss 36                                 | Empfangs- und Bahnhofsgebäude | Empfangs- und Bahnhofsgebäude                                                                                             | 094 35621 001      | Teilobjekt eines Baudenkmals |                 |
| Am Schloss 36                                 | Gepäckabfertigung             | Gepäckabfertigung | 094 35621 002      | Teilobjekt eines Baudenkmals |                 |
| Am Schloss 36                                 | Toilettenhaus                 | Toilettenhaus | 094 35621 003      | Teilobjekt eines Baudenkmals |                 |
| Mühlenweg 5 (Karte)                           | Mühlenhof                     | Mühlenhof Hofanlage eines ehemaligen Mühlenhofes, 1875/77                                                                 | 094 35620          | Baudenkmal                   | BW              |
| Mühlenweg 5                                   | Wohnhaus                      | Wohnhaus | 094 35620 001      | Teilobjekt eines Baudenkmals |                 |
| Mühlenweg 5                                   | Altenteil                     | Altenteil | 094 35620 002      | Teilobjekt eines Baudenkmals |                 |
| Mühlenweg 5                                   | Wirtschaftsgebäude            | Wirtschaftsgebäude | 094 35620 003      | Teilobjekt eines Baudenkmals |                 |
| Wittenberger Straße 3                         | Bauernhaus                    | Bauernhaus | 094 35623          | Baudenkmal                   |                 |
| Wittenberger Straße 48 (Karte)                | Bauernhaus                    | Bauernhaus in Klinkerbauweise errichtetes Bauernhaus, um 1930                                                             | 094 35618          | Baudenkmal                   | BW              |
| Wittenberger Straße 52 (Karte)                | Bauernhof                     | Bauernhof in Backsteinbauweise errichteter Dreiseithof, um 1900                                                           | 094 35619          | Baudenkmal                   | BW              |
| Wittenberger Straße (Karte)                   | Kirche                        | Feldsteinkirche, um 1200                                                                                                  | 094 35624          | Baudenkmal                   | Weitere Bilder  |
| Koordinaten fehlen! Hilf mit.                 | Landwehr                      | mittelalterliche Wehranlage                                                                                               | 094 36231          | Baudenkmal                   |                 |

## Ehemalige Kulturdenkmale nach Ortsteilen
Die nachfolgenden Objekte waren ursprünglich ebenfalls denkmalgeschützt oder wurden in der Literatur als Kulturdenkmale geführt. Die Denkmale bestehen heute jedoch nicht mehr, ihre Unterschutzstellung wurde aufgehoben oder sie werden nicht mehr als Denkmale betrachtet. Mitunter sind Einzelobjekte aber noch immer Bestandteil eines geschützten Denkmalbereichs.

### Bad Schmiedeberg
| Lage                  | Bezeichnung             | Beschreibung                        | Erfassungs- nummer | Ausweisungsart | Bild     |
| --------------------- | ----------------------- | ----------------------------------- | ------------------ | -------------- | -------- |
| Eilenburger Straße 36 | Wohn- und Geschäftshaus | Buchdruckerei, Buchhandlung Baumann | 094 35426          |                |          |
| Kirchstraße 7         | Ackerbürgerhaus         |                                     | 094 35311          |                |          |
| Leipziger Straße 7    | Wohnhaus                |                                     | 094 35429          |                | Wohnhaus |
| Leipziger Straße 76   | Wohn- und Geschäftshaus |                                     | 094 35310          |                |          |
| Neumarkt 2            | Wohnhaus                |                                     | 094 35449          |                |          |

### Kleinkorgau
| Lage                                   | Bezeichnung | Beschreibung                                                                                                  | Erfassungs- nummer | Ausweisungsart | Bild  |
| -------------------------------------- | ----------- | --- | ------------------ | -------------- | ----- |
| Dübener Straße 20, Ortsausgang (Karte) | Mühle       | Bockwindmühle, nach Genehmigung abgebrochen. Die Austragung aus dem Denkmalverzeichnis erfolgte im Jahr 2015. | 094 35466          | Baudenkmal     | Mühle |
| Ortseingang Richtung Großkorgau        | Stall       | Stall | 094 35467          | Baudenkmal     |       |

### Patzschwig
| Lage                                                                           | Bezeichnung | Beschreibung | Erfassungs- nummer | Ausweisungsart | Bild |
| ------------------------------------------------------------------------------ | ----------- | ------------ | ------------------ | -------------- | ---- |
| Dorfstraße 25 außerhalb der Ortslage, zwischen Bad Schmiedeberg und Patzschwig | Mühle       |              | 094 35451          |                |      |

### Pretzsch (Elbe)
| Lage                           | Bezeichnung    | Beschreibung | Erfassungs- nummer | Ausweisungsart | Bild |
| ------------------------------ | -------------- | --- | ------------------ | -------------- | ---- |
| Am Neumarkt 1                  | Wohnhaus       | | 094 36201          |                |      |
| Elbstraße 4                    | Wohnhaus       | | 094 36189          |                |      |
| Wittenberger Straße 19 (Karte) | Kolonistenhaus | Verputzter Backsteinbau mit Wirtschaftsgebäude, Mitte des 19. Jahrhunderts, aufgrund einer Sicherungsverfügung der Bauaufsicht von 2015 abgerissen. | 094 36222          | Baudenkmal     | BW   |

### Sackwitz
| Lage          | Bezeichnung        | Beschreibung | Erfassungs- nummer | Ausweisungsart | Bild |
| ------------- | ------------------ | --- | ------------------ | -------------- | ---- |
| Dorfstraße 26 | Wirtschaftsgebäude | In Lehmbauweise errichtetes Wirtschaftsgebäude, um 1900, im Jahr 2017 wurde festgestellt, dass das Gebäude nicht mehr vorhanden ist und das Objekt aus dem Denkmalverzeichnis gelöscht. | 094 35745          | Baudenkmal     |      |
| Dorfstraße 44 | Bauernhaus         | | 094 35747          |                |      |

### Scholis
| Lage          | Bezeichnung | Beschreibung                                       | Erfassungs- nummer | Ausweisungsart | Bild |
| ------------- | ----------- | -------------------------------------------------- | ------------------ | -------------- | ---- |
| Dorfstraße 28 | Mühle       | in Resten erhaltene Bockwindmühle, 19. Jahrhundert | 094 36247          | Baudenkmal     |      |

## Legende
In den Spalten befinden sich folgende Informationen:
- Lage: Nennt den Straßennamen und wenn vorhanden die Hausnummer des Kulturdenkmals. Die Grundsortierung der Liste erfolgt nach dieser Adresse. Der Link „Karte“ führt zu verschiedenen Kartendarstellungen und nennt die geographischen Koordinaten.
Link zu einem Kartenansichtstool, um Koordinaten zu setzen. In der Kartenansicht sind Baudenkmale ohne Koordinaten mit einem roten bzw. orangen Marker dargestellt und können in der Karte gesetzt werden. Baudenkmale ohne Bild sind mit einem blauen bzw. roten Marker gekennzeichnet, Baudenkmale mit Bild mit einem grünen bzw. orangen Marker.
- Offizielle Bezeichnung: Nennt den Namen, die Bezeichnung oder zumindest die Art des Kulturdenkmals und verlinkt, soweit vorhanden, auf den Artikel zum Objekt.
- Beschreibung: Nennt bauliche und geschichtliche Einzelheiten des Kulturdenkmals, vorzugsweise die Denkmaleigenschaften.
- Erfassungsnummer: Für jedes Kulturdenkmal wird in Sachsen-Anhalt eine 20stellige Erfassungsnummer vergeben. Die letzten zwölf Ziffern werden für die Untergliederung nach Teilobjekten genutzt und werden nur angegeben, soweit vergeben. In dieser Spalte kann sich folgendes Icon  befinden, dies führt zu Angaben zu diesem Baudenkmal bei Wikidata.
- Ausweisungsart: Die Einordnung des Denkmales nach § 2 Abs. 2 DenkmSchG LSA
- Bild: Ein Bild des Denkmales, und gegebenenfalls einen Link zu weiteren Fotos des Kulturdenkmals im Medienarchiv Wikimedia Commons. Wenn man auf das Kamerasymbol klickt, können Fotos zu Kulturdenkmalen aus dieser Liste hochgeladen werden: